# Joaquim Pedro Quintela, 1.º Conde de Farrobo
Se procura Joaquim Pedro Quintela, 1.º barão de Quintela, veja Joaquim Pedro Quintela, 1.º Barão de Quintela.
Joaquim Pedro Quintela (Lisboa, 11 de dezembro de 1801 — Lisboa, 24 de setembro de 1869), 2.º barão de Quintela e 1.º conde de Farrobo, foi um aristocrata português, sucessor da grandiosa fortuna de seu pai, o grande capitalista Joaquim Pedro Quintela, filantropo, mecenas das artes e promotor de manifestações artísticas. Casou com uma filha de Francisco António Lodi, o primeiro empresário do Teatro de São Carlos, a Ópera da capital portuguesa.

## Biografia
Foi um importante mecenas e capitalista da primeira metade do século XIX português. Possuía os títulos de 1.º conde de Farrobo e 2.º barão de Quintela, 2.º senhor de Préstimo, 2.º alcaide-mor de Sortelha, fidalgo cavaleiro da Casa Real e Par do Reino. Foi comendador da Ordem de Santiago da Espada e da Ordem de Cristo. A 5 de Maio de 1833 obteve a grã-cruz da Ordem de Nossa Senhora da Conceição de Vila Viçosa. 
Foi coronel agregado ao Regimento de Cavalaria do Comércio (1821), passando a efectivo em 1827, tendo-se demitido em 1828. Ocupou ainda os cargos de comandante dos Voluntários Nacionais de Lisboa a Cavalo (1833), coronel do Regimento de Cavalaria Nacional de Lisboa (1840) e coronel de Cavalaria da Corte e da Rainha (1849). Foi deputado pela Estremadura às Cortes de 1826 e senador por Lamego e Leiria em 1840.
Casou duas vezes:

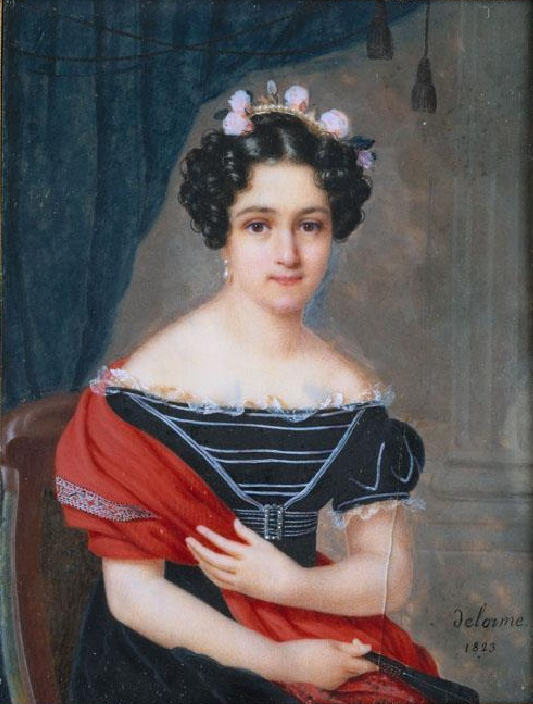
Retrato de D. Mariana Carlota Lodi, 1823, por Jean-Paul Delorme

- Com D. Mariana Carlota Lodi (falecida a 22 de Julho de 1867 na freguesia da Encarnação), a 19 de Maio de 1819, na Igreja da Encarnação (Lisboa), casamento do qual teve sete filhos: Maria Joaquina Quintela, Maria Carlota Quintela, Maria Madalena Quintela, Joaquim Pedro Quintela (2.º conde de Farrobo), Mariana Hortênsia Quintela, Maria Palmira Quintela e Francisco Jaime Quintela (1.º visconde da Charruada);
- Com Marie Madeleine Pignault, união de que resultaram três filhos: Júlio Maria Quintela, Maria Joaquina Quintela e Carlos Pedro Quintela.

A sua vida caracterizou-se, por um lado, pela riqueza e fausto ligado aos negócios de grande capitalista e, por outro, pelo amor às artes (música e pintura) de que se revelou um grande mecenas. O seu sentido patriota e sobretudo à causa liberal revelou outra das suas facetas.

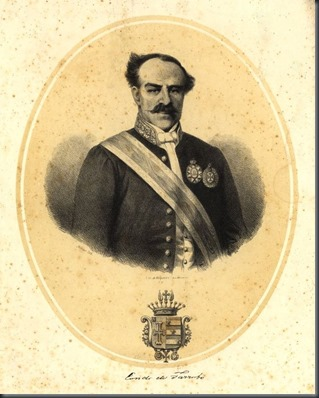
O Primeiro Conde de Farrobo.

Como capitalista, o seu nome esteve indissociavelmente ligado às obras da Barra da Figueira da Foz, à Empresa Vidreira da Marinha Grande, à Fábrica de Produtos Químicos da Verdelha, à Fábrica de Fiação de Sedas, às Companhias de Seguros Bonança e União Comercial, Companhia de Vinhos do Alto Douro, à Companhia das Lezírias, às Minas de S. Pedro da Cova, aos Caminhos-de-Ferro do Norte e Leste e à ponte sobre o Douro, entre outras.

## Farrobodó
Apesar da relevância que o 1º conde de Farrobo teve na vida política, social e cultural de Portugal, na atualidade tem sido lembrado pela faceta dos excessos e festins desmesurados: o "farrobodó". 
No documentário biográfico do conde de Farrobo, que inclui participação do seu tetraneto José Diogo Quintela, é referido o seguinte: "O farrobodó propriamente dito, tem inicio em meados da década de 30 do século XIX. Farrobodó e não forrobodó como se diz atualmente, vem de Farrobo e do fausto das suas festas, saraus e demais peripécias que foram muito comentadas em Lisboa, na época que se seguiu a Joaquim Pedro ter sido feito Conde do Farrobo". 
"Os principais cantores de ópera europeus da época atuaram no seu Teatro Thalia, anexo ao palácio, onde invariavelmente terminavam todas as festas, nas quais a família real marcava presença, em especial o rei D. Fernando e a sua filha Maria Ana. Foi com estas festas opulentas que, reza a lenda, lembrada por Marina Tavares Dias, Quintela estoirou uma fortuna que demorara dez gerações a criar. Foi por causa delas que surgiu também a expressão popular "farrobodó".
O Palácio das Laranjeiras foi alvo de um trocadilho político usando a expressão "farrobodó"  aquando da instalação ali do gabinete do vice-primeiro-ministro de Portugal, Dr. Paulo Portas, por esta ter sido outrora morada do conde de Farrobo. O artigo da revista Visão publicado a 10 de Agosto de 2013 a propósito desse episódio refere: "Os principais cantores de ópera europeus da época atuaram no seu Teatro Thalia, anexo ao palácio, onde invariavelmente terminavam todas as festas(...) Foi por causa delas que surgiu também a expressão popular "farrobodó".